# NGC 3718
NGC 3718 је спирална галаксија у сазвежђу Велики медвед која се налази на NGC листи објеката дубоког неба.
Деклинација објекта је + 53° 4' 2" а ректасцензија 11h 32m 34,7s. Привидна величина (магнитуда) објекта NGC 3718 износи 10,6 а фотографска магнитуда 11,6. Налази се на удаљености од 17,0000 милиона парсека од Сунца. NGC 3718 је још познат и под ознакама UGC 6524, MCG 9-19-114, CGCG 268-48, IRAS 11298+5320, ARP 214, PRC D-18, KCPG 290A, PGC 35616.